# Борден, Лиззи
Лиззи Эндрю Борден (англ. Lizzie Andrew Borden, 19 июля 1860[…], Фолл-Ривер, Массачусетс — 1 июня 1927, Фолл-Ривер, Массачусетс) — гражданка США, которая стала известной благодаря знаменитому делу об убийстве её отца и мачехи, где она фигурировала в качестве обвиняемой. Несмотря на большое количество доказательств её вины, она была оправдана. До сих пор её дело вызывает самые различные толкования и споры.

## Биография
Лиззи Эндрю Борден появилась на свет 19 июля 1860 года в городке Фолл-Ривер, штат Массачусетс. Её отец, Эндрю Джексон Борден (англ. Andrew Jackson Borden, 1822—1892), занимался строительством и имел небольшое производство мебели, а мать, Сара Энтони Борден (англ. Sarah Anthony Borden, урождённая Морс, 1823–1863), была домохозяйкой. Когда Лиззи исполнилось два года, в семье Борден случилось несчастье — при неизвестных обстоятельствах в возрасте 40 лет умерла мать девочки. Для Эндрю Бордена это событие стало большой трагедией — по словам старшей сестры Лиззи Эммы, отец очень любил их мать и тяжело переживал её смерть. Кроме того, молодой мужчина, на тот момент ещё не имевший внушительного состояния, остался один с двумя маленькими дочерьми на руках. Смерть Сары стала переломным моментом в жизни Эндрю Бордена — мужчина стал всё более отдаляться от семьи и посвящать больше времени бизнесу, что хорошо сказалось на его финансовом положении. Спустя год после трагедии Эндрю стал владельцем нескольких текстильных фабрик в штате, а также активно занимался строительством и мелким производством — его состояние оценивалось примерно в 300 000 долларов.
При этом Эндрю Борден был очень бережливым и старался экономить даже на еде, а в их большом доме на 92-й улице не было проведено электричество. Свои взгляды на жизнь Борден всячески старался привить дочерям — девочки с детства привыкли экономить и бережливо вести хозяйство, они воспитывались в строгости, посещали воскресную школу и никогда открыто не выражали свое недовольство. Через три года после смерти супруги Эндрю Борден женился во второй раз. Его избранницей стала 38-летняя Эбби Дарфи Грей (англ. Abby Durfee Gray, 1828–1892), и она сразу не понравилась Лиззи и Эмме. Девочки нередко упоминали, что мачеха не проявляет к ним никакого интереса и обращается с падчерицами грубо, а кроме того, сёстры считали, что Эбби вышла замуж за их отца исключительно ради денег.
После женитьбы поведение отца Лиззи и Эммы Борден в корне изменилось. Он перестал экономить, дарил своей новой жене и её родственникам дорогие подарки, в том числе недвижимость, нанял прислугу и стал всячески демонстрировать свой материальный статус. Для дочерей Эндрю поведение отца было обидным — детство они фактически провели в нищете, донашивая обноски и питаясь объедками. Служанка семьи Борден Мэгги позже рассказывала, что отношения между Лиззи, Эммой и отцом накалялись с каждым днём — девочки редко обедали с ним за одним столом, старались как можно чаще покидать дом и не появляться на семейных торжествах.

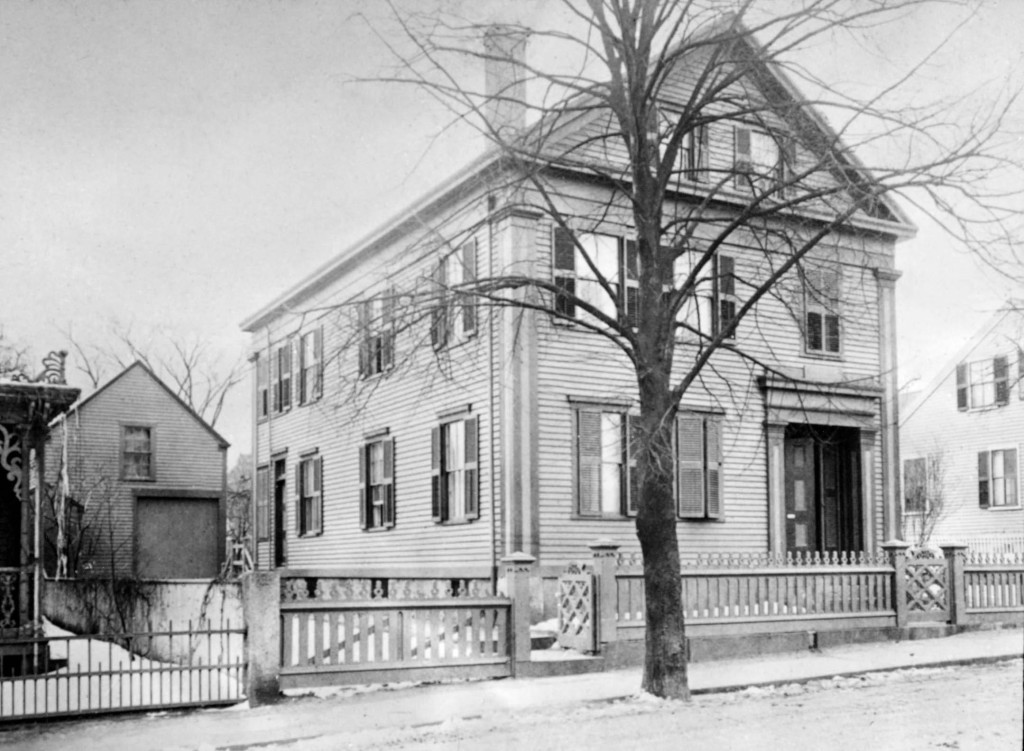
Дом Борденов, 1892 год

Несмотря на сложные внутрисемейные отношения, Лиззи Борден росла открытой и доброй девушкой. Она помогала малоимущим семьям, обучала детей в воскресной школе, любила животных, увлекалась шитьём и вязанием, с удовольствием делала разнообразные сувениры и поделки для своих друзей, которых у неё было немало. Однако её отношения с отцом с годами только ухудшались. Эндрю Борден упрекал дочь в том, что она никак не может выйти замуж, и ему приходится тратить деньги на её содержание, он был недоволен тем, как она ведет хозяйство и проводит свободное время, он высмеивал её интересы и часто сравнивал с более успешными дочерьми своих друзей. В мае 1892 года между Лиззи и её отцом случился серьёзный конфликт — девушка узнала, что Эндрю зарубил топором голубей, для которых Лиззи построила небольшой домик на участке. Отец объяснил, что птицы загрязняли территорию и привлекали соседских детей, что создавало шум и суету, мешающую его работе. Лиззи не оценила аргументов отца и вместе с сестрой уехала на три недели в Нью-Бедфорд, чтобы отдохнуть от семейных конфликтов.
Когда девушки вернулись в родной город, они узнали, что в дом Борденов был приглашён брат их покойной матери Джон Морс, который хотел повидать племянниц и обсудить деловые вопросы с Эндрю.

## Убийство, расследование и суд
Накануне 4 августа 1892 года сестра Лиззи Эмма уехала в соседний городок навестить знакомых. Сама Лиззи Борден после лёгкого пищевого отравления чувствовала себя плохо. Она поделилась подозрениями с подругой, что кто-то пытается отравить их семью и что с отцом вскоре должно случиться что-то ужасное.

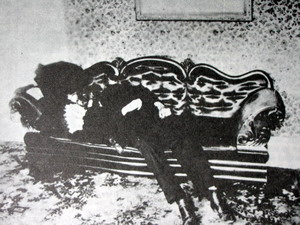
Труп Эндрю Бордена

В тот же день брат первой жены мистера Бордена, Джон Морс, который гостил у них несколько дней, уехал. В доме остались служанка Бриджет Салливан (в семье её называли Мэгги), мачеха и Лиззи Борден. Вскоре вернулся отец. Лиззи Борден предложила отцу прилечь на диване в гостиной и подремать до обеда, что он и сделал. Потом служанка ушла отдохнуть и вскоре услышала крик Лиззи Борден. Она прибежала и увидела труп своего хозяина. Лиззи Борден послала её за доктором. Тот вскоре явился и сделал заключение, что мистера Бордена убили топором. Через несколько минут был найден второй труп — мачехи Лиззи Борден. Она была убита таким же способом.
Сначала полиция считала, что к убийству супругов Борденов причастны другие люди, но со временем полицейские укрепились в своём подозрении, что именно Лиззи Борден совершила двойное убийство. Она была арестована.
Газеты всячески обвиняли Лиззи Борден в убийстве. В то же время простое население было хорошего мнения о Борден и встало на её защиту. Защищать её в суде взялся адвокат Джордж Робинсон (1834—1896), бывший губернатор Массачусетса. Он был знаком с одним из трёх заседавших по делу судей и попросил его не говорить о некоторых деталях, которые свидетельствовали не в пользу Лиззи Борден. Все присяжные были мужчинами. Процесс шёл 10 дней, и Борден была оправдана.

## Дальнейшая судьба Лиззи Борден
Лиззи Борден унаследовала всё имущество отца. Она продала старый дом и купила новый. Её сестра Эмма жила с ней, но, как сказали их соседи, сёстры поссорились, и Эмма уехала от Борден. Лиззи Борден скончалась от пневмонии в 1927 году. Она не вышла замуж и детей у неё не было. Убийство её отца и мачехи осталось нераскрытым. В США до сих пор существует «Общество друзей Лиззи Борден», которое занимается распространением мнения о невиновности Лиззи Борден.

### В культуре
Имя Лиззи Борден было настолько известным, что стало нарицательным. Популярна детская считалочка про Лиззи Борден. Некоторые случаи убийств с топором стали называть её именем. Так например, 1 декабря 1900 года в Айове в собственной постели был зарублен топором фермер Джон Хоссак. В его убийстве была обвинена его жена Маргарет Хоссак. Она была осуждена, но позже освобождена, а делу был дан новый ход. Убийство осталось нераскрытым. Маргарет Хоссак иногда называют «Лиззи Борден из Айовы».
Режиссёр Линда Элизабет Борден взяла псевдоним Лиззи в честь скандальной однофамилицы.
В 1904 году, находясь в Бостоне, Борден познакомилась с актрисой Нэнс О’Нил. Женщины на протяжении двух лет были очень близкими подругами, что породило массу слухов об их любовных отношениях. В 1980 году драматург Уильям Норфолк написал пьесу «Свет тёплый и цветной», в которой Борден, О’Нил и другие актёры, используя приём «пьеса в пьесе», воссоздают детали громкого убийства, за которое Борден едва не казнили. В 2001 году вышел мюзикл «Лиззи Борден: Музыкальная трагедия в двух топорах», здесь роль О’Нил исполнила малоизвестная актриса Сьюллен Вэнс. В 2010 году драматург Дэвид Фоли написал пьесу «Нэнс О’Нил», в которой описываются романтические отношения этих двух женщин.

### В литературе
Лиззи Борден упоминается в:
- романе Сидни Шелдона «Расколотые сны».
- романе Л. Рона Хаббарда «Миссия: Земля» (том 3 «Внутренний враг»).
- романе Джонатона Китса «Патология лжи».
- романе Картера Брауна «Необычный труп».
- романе Стивена Кинга «Противостояние».
- романах Агаты Кристи «Спящее убийство», «Испытание невиновностью» и многих других.
- романах Рекса Стаута «Игра в бары» (другие переводы «И она выбывает…», «Игра в пятнашки») и «Знают ответ орхидеи» (другие переводы «Все началось с Омахи», «Лучше мне умереть», «Смерть там ещё не побывала»).
- рассказе Роберта Шекли «Место, где царит зло».
- романе Шарлин Харрис «Подарок мертвеца».
- романе Дэвида Боукера «Как стать плохим».
- романе Росса МакДоналда «Человек из могилы».
- рассказе Роберта Блоха «Лиззи Борден, взяв топорик».
- романе Джудит Макнот «Само совершенство».
- романе Энн Райс «Королева проклятых».
- романе Мэри Хиггинс Кларк «Нет места лучше дома…»
- романе Гиллиан Флинн «Тёмные тайны».
- романе Тесс Герритсен  «Презумпция виновности».

### В музыке
- Лиззи Борден посвящён балет «Fall River Legend», поставленный в 1948 году Агнесом де Миллем на музыку Мортона Гоулда. Главную роль в нём первой исполнила Алисия Алонсо.
- Достаточно популярная в 80-х годах американская рок-группа взяла себе название «Lizzy Borden». На их выступлениях имели место инсценировки убийства топором.
- Песня «Lizzie Borden» группы «Chad Mitchell Trio» рассказывает о Лиззи Борден.
- Песня «Oh, Mother Borden» группы «The Dubious Brothers» рассказывает о Лиззи Борден.
- Песня «She Took An Axe» группы «Flotsam and Jetsam» также рассказывает о Лиззи Борден.
- Песня «Lizzie Borden» группы «Macabre» также рассказывает о Лиззи Борден.

### В кино

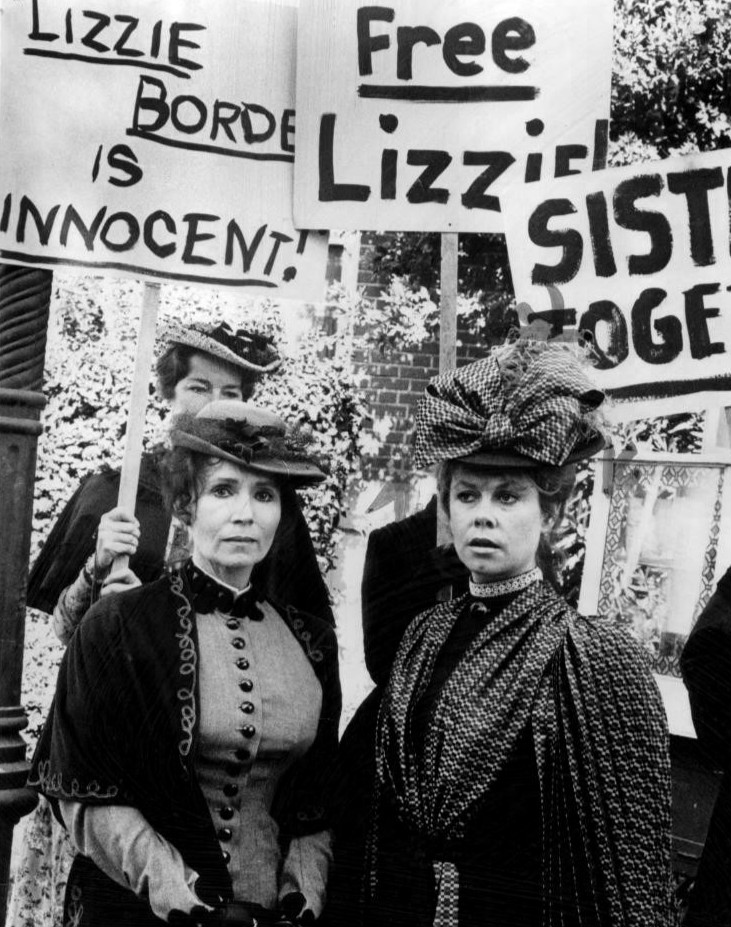
Монтгомери (в роли Лиззи Борден) и Кэтрин Хелмонд (в роли Эммы), февраль 1975 г.

- «Легенда Лиззи Борден[англ.]» — исторический детективный телевизионный фильм 1975 года с  Элизабет Монтгомери в главной роли. Генеалогическое исследование, проведённое после смерти Элизабет, показало, что Монтгомери и Лиззи Борден являлись дальними родственниками, происходившими от жителя Массачусетса XVII века Джона Лютера.
- «Лиззи Борден взяла топор[англ.]» — фильм-биография 2014 года с Кристиной Риччи в главной роли.
- Лиззи является одним из действующих лиц фильма «Наследие Вальдемара», вышедшего в 2010 году.
- В 7-м эпизоде 2 сезона сериала «Пятница, 13-е (телесериал)», восковая кукла Лиззи Борден, убийцы с топором, в результате действия одного из проклятых предметов — платка Людовика XIV, оживает и начинает убивать, чтобы поддерживать жизнь в другой восковой кукле.
- В 12-м эпизоде 2 сезона сериала «Хранилище 13» пудреница Лиззи Борден является артефактом, который вселяет желание убить человека, которого любишь, посмотрев в неё.
- В 2006 году вышел фильм режиссёра Форда Остина «Проклятье Лиззи Борден».
- В 26-м эпизоде 2 сезона сериала «Практика» (The Practice) защита обвиняемой в убийстве мужа топором построена на показаниях психиатра о том, что подсудимая считала себя реинкарнацией Лиззи Борден.
- Лиззи Борден фигурирует в 5 серии 5 сезона мультсериала «Симпсоны» («Treehouse of Horror IV»), в новелле «Дьявол и Гомер Симпсон».
- 17 серия 1 сезона телесериала «Альфред Хичкок представляет» основана на истории Лиззи Борден.
- Во втором сезоне сериала «American Horror Story», вышедшем в 2012 году, история персонажа Лиззи Брошере основана на событиях из жизни Лиззи Борден.
- В 5 серии 3 сезона сериала «Расследования Мэрдока» упоминается Лиззи Борден в связи с похожим сюжетом.
- Сериал 2015 года «Хроники Лиззи Борден» основан на реальных событиях из её жизни.
- Фильм «Месть Лиззи Борден» 2018 года, в главных ролях — Хлоя Севиньи и Кристен Стюарт.
- В сериале "Сверхъестественное" в 5 серии 11 сезона, действия происходят в доме Лиззи Борден

Исполнившая роль Лиззи в фильме 1974 года «Легенда о Лиззи Борден» актриса Элизабет Монтгомери является её дальней родственницей. Обе происходили от жителя Массачусетса XVII века
Джона Лютера.

### В настольных играх
- Является одним из сыщиков-борцов с культом в настольной игре «Cthulhu: Death May Die / Ктулху: смерть может умереть».